# Портрет Ивана Забелина (картина Серова)
Портрет Ивана Егоровича Забелина — произведение русского художника Валентина Серова, созданное в 1892 году по случаю 50-летия научной деятельности Ивана Егоровича Забелина, известного историка и археолога. Хранится в Государственном историческом музее.

## Описание
Работа была заказана Валентину Серову почитателями Ивана Егорьевича Забелина в 1892 году во время празднования пятидесятилетия его научной деятельности и в том же году пополнила коллекцию Исторического музея.
Серов трудился над произведением в библиотеке Исторического музея, где Забелин в привычной ему обстановке позировал для художника на фоне стен с камерными портретами и старинными складнями.

## Иван Забелин о портрете
Князь (Великий князь Сергей Александрович) пожелал видеть мой портрет. Спросил: «Где ваш портрет». «В той зале», — говорю. Тоже долго рассматривал и сказал, что художник написал вас очень суровым. Вы так не бываете. И великая княгиня (Елизавета Фёдоровна) тоже заметила. Я говорю: «Это озабоченность была, так и изобразил художник». М. П. Степанов прибавил, что он сделал бы надпись к портрету: Иван Егорович недовольный порядками в музее. Я ответил: «Так оно и есть. Это так». Великий князь отметил, что начальник всегда должен быть недоволен. Это лучше для дела.
— Иван Егорович Забелин. Записные книжки и дневники. 1892.